# San Miniato al Monte
A San Miniato al Monte bazilika Firenze egyik legrégibb építészeti műemléke, a toszkánai románkori építészet remeke. A firenzei városközponttól délre, az Arno folyó déli partján fekvő domb tetején áll, annak az ősi szentélynek a helyén, ahol Szent Minias ókori vértanú ereklyéit eltemették. Minias örmény herceg volt, aki remeteként élt, de elfogták és a császár jelenlétében lefejezték.

## Története
Már a 8. században kápolna állt ezen a helyen, ahol a szent ereklyéit őrizték. A most is álló templomot a 11. század elején kezdte el építeni Alibrando püspök, Szt. Benedek rendi monostortemplomként. A harmonikus homlokzati és belső márványborítást a század végén kezdték föltenni, de a munka még a 12. században is tartott.
A San Miniato al Monte belső díszítését még évszázadokon át gazdagították a nagy firenzei alkotóművészek, Michelozzo, Agnolo és Taddeo Gaddi, Luca della Robbia, Spinello Aretino, Antonio Manetti, Antonio és Bernardo Rossellino, Antonio és Pierro Pollaiuolo.

## A templom építészeti jelentősége
A bazilikás elrendezésű templomot sajátos, bár magyar szem számára ismerős módon építették. A főhajó közepén lépcsősor visz föl két oldalt a megemelt szentélybe, a szentély alatt pedig a kripta (altemplom) foglal helyet. (Gondoljunk a [[Pannonhalmi Bencés Főapátság#A Szent Márton-bazilika[6]|pannonhalmi bazilika]], vagy Pécs és Veszprém székesegyházának belső terére). A szentély alatti kripta a templom legrégebbi része, itt őrzik a Szent Minias ereklyéket is.

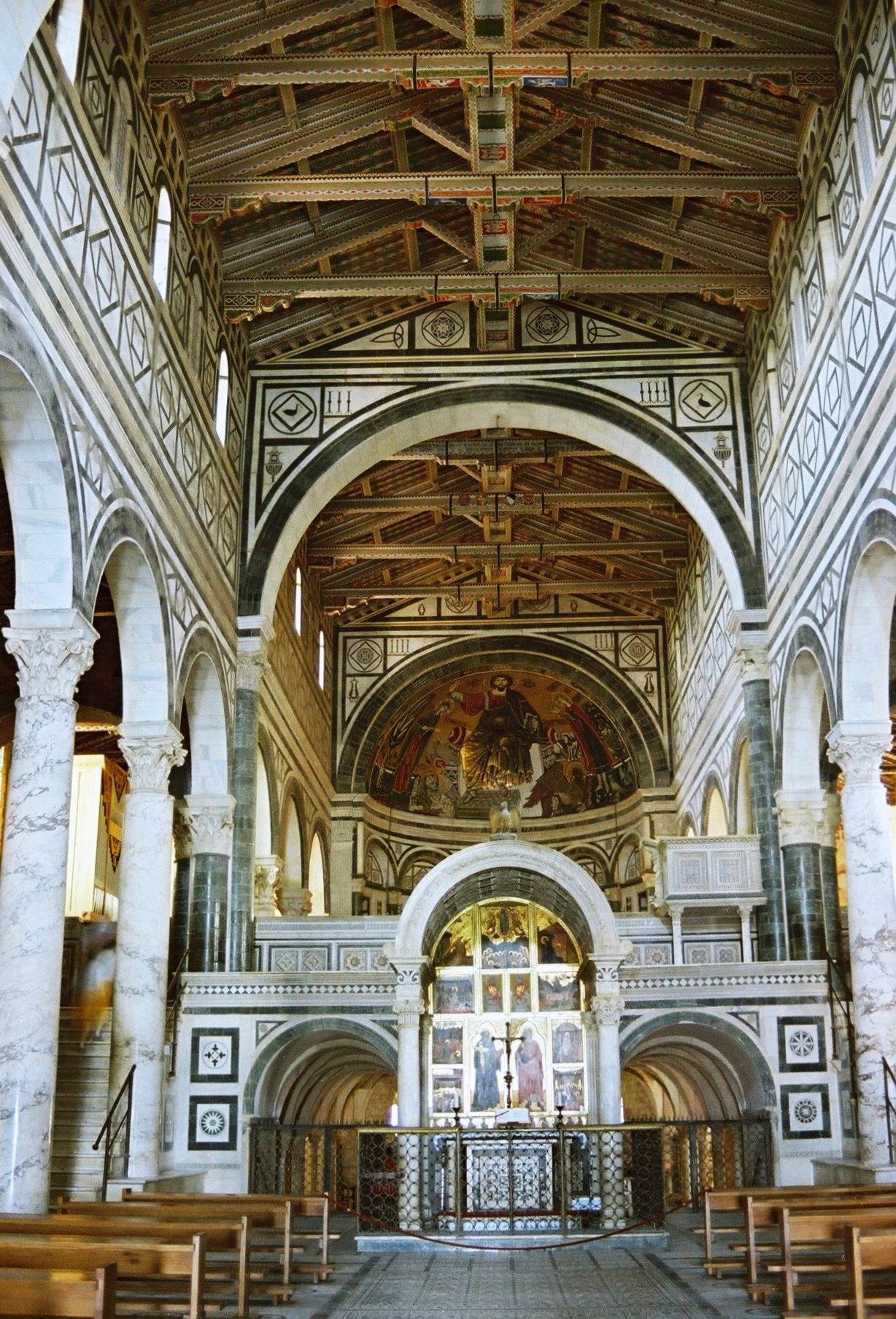
A San Miniato al Monte templom belseje.

Az apszist a 13 végéből származó mozaik díszíti. A főhajót karcsú árkádsor választja el az oldalhajóktól. Különlegessége az épületnek a fedélszék, amely nyitott és így megfigyelhető a tetőzet gerendázata.
A reneszánsz idején a San Miniato al Monte bazilika volt a példakép a reneszánsz templomépítő mesterek számára, ezért az itáliai román építészetnek ezen irányzatát protoreneszánsznak nevezik. A 15 században Leon Battista Alberti a Santa Maria Novella homlokzatának díszítésénél, Filippo Brunelleschi a Santo Spirito (Firenze) és a San Lorenzo (Firenze) belső terének alakításakor tekintette mintának a három évszázaddal a korábbi templomot. De a Battistero és a Santa Maria del Fiore székesegyház külső borításának az elkészítését is (és később más középületekét is) a San Miniato al Monte márványborításának szépsége ihlette.

## Külső hivatkozások
- A San Miniato al Monte története.
- A San Miniato al Monte története és képei.
- Képek a San Miniato al Monte templomról.